# Talijanska umjetnost
Talijanska umjetnost je umjetnička produkcija na području današnje Italije i Talijana od prapovijesti do danas. Italija je bila središte i izvorište mnogih umjetničkih pravaca europske umjetnosti, kao što su starorimska umjetnost, renesansa i barok, te u 20. stoljeću i futurizam. 

## Prapovijesna umjetnost
U Italiji postoje brojni arheološki lokaliteti, ali se u prapovijesnu umjetnost mogu svrstati tek crteži doline Val Camonica s oko 300,000 petroglifa koje su nacrtali pripadnici plemena Camuni na stotinama stijena, a datiraju od mlađeg paleolitika (oko 6000. pr. Kr.) pa sve do 19. stoljeća. Iz ovog razdoblja su i paleolitičke Venere iz nalazišta Balzi Rossi u Liguriji. Umjetnost najranije faze neolitika je takozvana Impresso-keramika s jednostavnim, grubim ornamentima. Kasniji neolitik Apeninskog poluotoka poznat je po, između ostalog, obojenoj keramici s linearnim ornamentima izvedenima crvenom bojom na žućkastoj podlozi (kultura Ripoli, Capri). U nalazištima južne Italije (Matera, Molfeta, i dr.) pronađena je obojena keramika s ukrasnim krivuljama.
Brončano doba je vrijeme širenja brojnih kultura. U sjevernoj Italiji nastavlja se razvoj naselja sojenica, dok na Siciliji u to doba cvjeta Sikulska kultura na koju snažno utječe egejska umjetnost (Pantalica). Na Sardiniji se javlja poseban tip megalitskih građevina, nuraghi (npr. Su Nuraxi) koncentrirane osobito na zapadnom dijelu otoka.

## Umjetnost starog vijeka
Željezno doba obilježava jak utjecaj grčke umjetnosti u južnoj Italiji i Siciliji, te etruščanska umjetnost u Toskani. 
Grci su tijekom kolonizacije osnovali niz gradova, a u mnogima od njih sačuvani su ostaci monumentalnih grčkih hramova (Agrigento, Paestum, Velia i dr.) u kojima su pronađene brojne skulpture i oslikane vaze od 6. do 3. stoljeća pr. Kr.

### Etruščanska umjetnost
Etruščani razvijaju zasebnu i osebujnu kulturu koja se uvelike oslanja na grčke izvore (osobito u slikarstvu i keramici, preko uvezenih predmeta iz grčkih kolonija na jugu Italije) na području današnje središnje Italije od 9. do 3 st. pr. Kr. kada Etruščanski gradovi padaju pod vlast Rima koji preuzima i razvija ovu kulturu. 
Najznačajniji primjeri ove kulture je grobna arhitektura tumula (Monterozzi i Banditaccia) koji su natkriveni lažnom kupolom i pokriveni zemljom, a iznutra raskošno urešeni (sarkofazi, zidne slike) i prepune bogatih priloga (posuđe, nakit, oružje, ukrasni i uporabni predmeti, posebno brončana zrcala). Postoje i iznimna djela u bronci (Kapitolijska vučica, Himera iz Arezza, Mars iz Todija, itd.).
Istovremeno u središnjoj Italiji jača Rimska država koja će uskoro zavladati cijelim poluotokom.

## Starorimska umjetnost
Starorimska umjetnost podrazumijeva umjetničku produkciju starih Rimljana od 9. stoljeća pr. Kr. do pada Zapadnog Rimskog Carstva 476. godine. Svoj najveći sjaj, rimska umjetnost, je upravo dosegla u klasično doba Carstva (27. pr. Kr. do 395.). Bila je to aristokratska i oficijelna umjetnost kao dokaz rimskog bogatstva i političke dominacije, no sa snažnim odlikama starogrčke umjetnosti. Samostalnost rimskog kiparstva, koje razvija originalne portrete i monumentalne reljefe (slavoluk, trijumfalni stup) i slikarstva (Pompeji, Villa del Casale, enkaustika) se može dovesti u pitanje, ali rimska arhitektura (kako ju je opisao Vitruvije) je stvaralački podvig velikih razmjera koji ruši svaku sumnju u njenu bitnost (rimski hram, Panteon u Rimu, Dioklecijanova palača, i dr.).
Kasnoantičku rimsku umjetnost (3. – 5. st.) obilježavaju promjene u umjetničkom izrazu kao odraz političkih previranja i kriza Carstva. U 4. stoljeću se umjetnost ujedinjuje zajedničkom religijom – kršćanstvom, koje je dokinulo rimski pluralizam.

### Ranokršćanska umjetnost
Rano kršćanstvo traje od usvajanja kršćanstva 314. godine do podjele Rimskog Carstva na Zapadno Rimsko Carstvo i Istočno Rimsko Carstvo; tj. čini prijelaz iz antičkoga doba u srednji vijek. Kršćanska ikonografija se javlja još na zidnim slikama u rimskim katakombama prije 4. stoljeća. Godine 313. car Konstantin Veliki je objavio kršćanstvo kao državnu religiju i počinju se graditi crkve temeljene na rimskim bazilikama koje su ukrašavane mozaicima (Ravenna). Jačanjem kršćanske ikonografije gubi se realistično-klasični ideal ljepote, a jača pojednostavljeni simbolističko-idealistički način prikazivanja likova; također gubi se narativnost i naposljetku preovladava čisto ideološki prikaz na reljefima i mozaicima. Takvu umjetnost će nastaviti bizantska umjetnost, koja se opetovano javlja i na tlu Italije, najprije u Ravenni u 6. stoljeću.
Ovom razdoblju pripada i čitav niz kršćanskih pisaca, od kojih je svakako najvažniji Augustin, dok je Boecije bio veoma plodan pisac.

### Rimska književnost
Rimska književnost na latinskom jeziku se nije ravnomjerno razvijala i svoje najviše umjetničke domete dosegla je znatno kasnije od početaka rimske političke i kulturne povijesti (govornici Ciceron i Varon, povjesničari Cezar, Krisp, Tit Livije i Kornelije Tacit, te pjesnici Kar, Gaj Valerije Katul, Vergilije, Horacije i Ovidije). Ona ne završava propašću rimskog društva, već živi tijekom srednjeg vijeka, te po književno-estetskim i društvenim odlikama pripada nacionalnim književnostima u čijem je okviru nastala (latinska književnost).

## Srednjovjekovna umjetnost
U 6. stoljeću za prevlast u Italiji su se borili Ostrogoti, Bizant i Langobardi, o čemu svjedoče spomenici u Ravenni (ostrogotski: Arijanska krstionica i Teodorikov mauzolej, te bizantski: Bazilika svetog Vitalea i Bazilika Svetog Apolinarija u Classi). Naposljetku su od 712. god. ipak prevladali Langobardi. Langobardska središta u Italiji (Cividale del Friuli, Brescia, Castelseprio, Spoletu, Campello sul Clitunno, Benevento, Monte Sant'Angelo) svjedoče o langobardskoj kulturi (6. – 8. stoljeća) kao sintezi stilova koji označavaju prijelaz iz antike u rani srednji vijek, uključujući baštinu starog Rima, ranokršćanske duhovnosti, bizantskih utjecaja i germanske umjetnosti sjeverne Europe.
Predromanika se javlja kada Karlo Veliki osvaja Lombardiju i čini je franačkim vojvodstvom koje je od tada bilo pod utjecajem Svetog Rimskog Carstva, o čemu svjedoči Patrijarhalna bazilika u Akvileji iz 11. st. 
S normanskim osvajanjem Sicilije i južne Italije u 11. stoljeću dolazi do pojave arapsko-normanske kulture (sicilijanska romanika) kojoj svjedoče spomenici Palerma i katedralne crkve u Cefalù i Monrealeu. Tako su u Materi (Apulija), od 11. do 12. stoljeća, nastale brojne špiljske crkve pod utjecajem bizanta i romanike.
Katedrala u Modeni, posvećena 1184. godine, predstavlja jednu od najvažnijih romaničkih građevina u Europi, dok je Katedralni trg u Pisi biser toskanske romaničke arhitekture (petorobrodna bazilika s trobrodnim transeptom, te nizovima arkada ukrašenim tornjem i krstionicom kao zasebnim građevinama). 
Gotički stil gradnje se od 13. stoljeća u Italiji javlja sporadično i u jedinstvenim oblicima (Bazilika Svetog Franje Asiškog, Sienska i Milanska katedrala) kao što je cvjetna gotika u Veneciji koja je utemeljena na romaničkoj arhitekturi s mnoštvom biljnih ukrasa, zvjezdastih detalja i mrežastih svodova. No gotičko slikarstvo je u Italiji imalo posebno mjesto, jer je talijanska arhitektura sačuvala zidne površine za slikanje fresaka. Tako je Giotto od prve polovice 14. st. stvorio novi monumentalni stil (Gentile da Fabriano, Pisanello), koji se zadržao sve do renesanse.

## Talijanska renesansa
Renesansa je izvorno talijanski stil koji se javlja u Firenci, a zatim i u drugim talijanskim gradovima (Padova, Rim, Venecija, Ferrara, Pienza, Urbino, Vicenza, Mantova i Sabbioneta).
Cilj renesansne književnosti je oponašanje antičkih pjesnika, uspostava njihovih estetičkih ideala, ljepote, savršenstva umjetnosti. Od humanizma se razlikuje po jeziku; dok su se humanisti izražavali na latinskom jeziku, renesansni književnici to rade na narodnim jezicima, najprije talijanskom koji je najbliži latinskom. Prvi koji stvara na narodnom jeziku bio je firentinac Dante Alighieri (Božanstvena komedija, 1321.) koji ljudsko djelovanje sagledava u sklopu nepromjenjivih etičkih zakona; koji je izrazio i vrijeme u kojemu je živio i trajne ljudske dileme između dužnosti i osjećaja, misaonosti i akcije. Izvršio je dalekosežan utjecaj na europsku literaturu, a u djelima Marulića, Prešerna i mnogih drugih se osjeća neprekidna Danteova prisutnost. Giovanni Boccaccio u svom Dekameronu (1348.) u stotinu novela odražava stotinu živih slika jednog doba, te individualan doživljaj smisla (i besmisla) ljudskog postojanja. Pjesnik Francesco Petrarca u svom Kanconijeru (oko 1360.), pored povijesti neuslišane ljubavi, sintetizira nastojanja i težnje usklađivanja novih humanističkih ideala s tradicionalnom kršćanskom ideologijom (petrarkizam). Lodovico Ariosto u Bijesnom Orlandu (1516.) oživljava fantastičan viteški svijet, dok je pastirski roman utemeljio Jaccopo Sannazzaro (Arcadia, 1504.)
Prvo službeno veliko djelo rane renesanse (tal. quattrocento) su istočna vrata katedrale u Firenci (1435.) zlatara Ghiberija, uz koje je povezano ime mladog kipara za kojeg se kaže da je uradio i sam nacrt za ova vrata,Donatella. Donatello u umjetnost uvodi karakteran portret, realističnost ljudske figure i matematičku perspektivu u prikazivanju dubine prostora na reljefima. U slikarstvu mu se pridružuje Masaccio čiji likovi posjeduju određenu individualnost i karakternost s bogatstvom polusjena (kjaroskuro; tal. chiaroscuro, tj. „svijetlo-tamno”), te su smješteni u arhitektonski okvir s izraženom perspektivom.
Filippo Brunelleschi je prvi primijenio ostavštine antike (polukružni luk, bačvasti svod, slavoluk, arkada, kupola, narteks, kasetiranje, grčki stupovni redovi i zlatni rez) na renesansne građevine koje uvijek podliježu zakonu simetrije i sklada, npr. Kapela Pazzi u Firenci. Ovo je vrijeme izgradnje prvih velikih palača, vila (npr. Medici vile i vrtovi ili Palladijeve vile) i objekata društvenog karaktera pri čemu se preuzima konstrukcija rimskog domusa, vodoravna podjela u dva-tri kata, s jednostavnim ulazom u sredini i prozorima skoro bez ikakvih ukrasa koji se nižu jedan iznad drugog, obično po 9 prozora (Leon Battista Alberti, Andrea Palladio).
Visoka renesansa  (tal. cinquecento, tj. 16. st.) je u Firenci nastavila producirati velike umjetnike, ali središtem talijanske umjetnosti postaje Rim gdje su ambiciozni pape Leon X. i Julije II. slavili grad slaveći sebe. Npr. Donato Bramante gradi Tempietto, malu kružnu kapelu sa šesnaest stupova, dva kata s kupolom i lanternom, koju zbog sklada i simetrije nazivaju „Partenonom novog vijeka”. 
Renesansni ideal univerzalnog čovjeka utjelovio je Leonardo koji likove na svojim slikama organizira u strogo geometrijskim kompozicijama, modelira ih sa snažnom zračnom perspektivom (sfumato) i kjaroskurom, naglašavajući dramatični trenutak prizora. Drugi važni umjetnik cinquecenta, je Michelangelo, kojega su njegovi veliki pothvati u svim umjetnostima (slikarstvo, kiparstvo i arhitektura) učinili idolom mnogih generacija umjetnika. Dok je Michelangelo radio na stropu Sikstinske kapele, Rafael je slikao freske u vatikanskim polujavnim sobama, tzv. Stanze. Rafael je najreprezentativniji slikar renesanse koji je u svoje slikarstvo uklopio sve dotadašnje spoznaje i iskustvo umjetnosti (npr. kjaroskuro, sfumato i proračunate kompozicije od Leonarda, te karakternost i voluminoznost likova od Michelangela)
Za razliku od »intelektualnog« slikarstva Firence i Rima, u Veneciji je nastala umjetnost u kojemu su boja i osvjetljenje bili važniji od linija (Giovanni Bellini, Giorgione, Tizian i dr.).
Pietro Bembo je značajna osoba za razvoj talijanskog jezika i zanimanja za petrarkizam poeziju u 16. st.

## Manirizam
Manirizam je logično razdoblje druge polovice 16. st. i prijelaz iz kulminirajuće faze visoke renesanse prema baroku, a poput renesanse najprije se pojavio u Firenci oko 1520. Manirizam je stil krajnje istančanosti, naglašavajući sklad, raznolikost i majstorstvo nauštrb sadržaja, jasnoće i jedinstva. Prostor više ne prikazuju kao zatvoren i stabilan, već elastičan, tekući i nepregledan, čime se dobiva efekt postojanja više perspektiva (Parmigianino); proporcije, boje i efekti proizvoljni (Rosso Fiorentino i Jacopo Pontormo), a teme i sadržaji mnogostruki (Tintoretto).
Stil je uskoro postao međunarodni, jer su mnogi događaji, kao kuga 1522. i španjolska pljačka Rima 1527., omeli njegov razvoj i premjestili talijanske umjetnike u inozemstvo, gdje se nadalje razvijao (Giuseppe Arcimboldo djeluje u Pragu, El Greco i Sofonisba Anguissola u Toledu, Benvenuto Cellini i Giambologna u Fontainebleau).
Vila Rotonda, aristokratski ljetnikovac u blizini Vicenze kojega je izgradio Andrea Palladio, je najbolji primjer manirističke arhitekture jer sa sva četiri identična pročelja unosi nemir i neodređenost u arhitekturu. Još jedno djelo manirističke arhitekture i uvod u barok je djelo svestranog genija Michelangela, a to je rješenje trga Campidoglio gdje su zgrade postavljene u trapez poništavajući iluziju skraćenja, dok je centralno dvorište ispunjeno nemirnom eliptičnom shemom.

## Barok
Barok nastaje u Rimu koji je bio središte sakralnog slikarstva i arhitekture, ali ubrzo postaje opći umjetnički pokret u svim europskim zemljama. U slikarstvu su karakteristične jake boje, snažni svjetlosni kontrasti i iluzija dubokog prostora koja se dobiva primjenom radikalnih perspektivnih rješenja, dok tematski prevladavaju sakralne i mitološke kompozicije u kojima se isprepliću religiozno patetični zanos i senzualnost putenih golih aktova. Najpoznatiji predstavnici baroknog slikarstva u Italiji su: Caravaggio, obitelj Carracci (Annibale i Lodovico Carracci), Artemisia Gentileschi, Giovanni Battista Gaulli, Gian Lorenzo Bernini, Giovanni Battista Piazzetta, Francesco Guardi, Pietro da Cortona, Lodovico Carracci, Giovanni Battista Piranesi, Guido Reni.
U kiparstvu dominiraju razigrani pokreti, smiona kiparska rješenja i naturalizam, a glavni predstavnik u Italiji je Gianlorenzo Bernini.
Arhitektonsko stvaralaštvo krajnje dinamiziranih obilježja s prepoznatljivom općom razigranošću zidnih masa i prostora (niša, voluta, i dr.) nastalo je u Rimu (npr. Trg sv. Petra Berninija ili San Carlo alle quattro fontane koju je sagradio Francesco Borromini), dok je homogenost arhitekture kasnog baroka dosegla vrhunac u »sicilijanskom baroku« (Val di Noto).
Barokna glazba, razdoblje polifone (instrumentalne i vokalne) glazbe obilježene kićenošću, uresima i kontrastima te razvojem harmonijskog sloga, se u Italiji očituje vokalno-instrumentalnim (opera) i koncertnim djelima (koncert, sonata). Najistaknutiji talijanski barokni skladatelji bili su: Claudio Monteverdi, Alessandro Scarlatti, Giacomo Carissimi, Arcangelo Corelli, Girolamo Frescobaldi, Antonio Vivaldi, Giuseppe Tartini, Domenico Scarlatti, Tomaso Albinoni, Giovanni Battista Pergolesi i dr.
Barokna književost je obilježena gustom uporabom figura, naglašenom sklonošću stilskih efekata poput bujne metafore, kontrasta, paradoksa i hiperbola, a popularna stilska figura je i končeto (tal. concetto) – spajanje naizgled nespojivih pojmova da bi se postigla duhovitost. Najčešći oblici končeta su antiteza, paradoks i hiperbola. Barok pokazuje sklonost prema pisanju melodrama i opera, a značajne promjene se događaju i u epskom pjesništvu gdje se pisci počinju zanimati za povijesne teme (npr. Torquato Tasso – Oslobođeni Jeruzalem). Pored njega najznačajniji književnik talijanskog baroka je Giambattista Marino, pjesnik talijanskog pravca i začetnik pravca koji je po njemu nazvan marinizam. Napisao je mitološki spjev od 45 000 stihova, Adonis.

## Rokoko
Od svih talijanskih središta, Venecija je postala vodećim gradom novog pravca rokokoa u drugoj polovici 18. stoljeća. Najznačajniji umjetnici, koji sada djeluju širom Europe su bili: Giovanni Battista Tiepolo; te pejzažni slikari Francesco Guardi, Canaletto, Giovanni Battista Piazzetta i Bernardo Bellotto; te grafičar rimskih starina, Giovanni Battista Piranesi.
U ovom razdoblju su mnogi talijanski arhitekti proširili klasicističke ideale renesanse i baroka u inozemstvo. Takvi su npr. arhitekti Franz Martinelli, koji se trajno naselio u Beču, Francesco Bartolomeo Rastrelli, koji je djelovao u Ruskom Carstvu i između ostalog izgradio Crkvu sv. Andrije u Kijevu, Peterhof i Zimski dvorac u Sankt Peterburgu.
Prosvjetiteljstvo su obilježili književnici Apostolo Zeno i Pietro Metastasio, koji su svojim melodramama zaslužni i za razvoj talijanske opere koju predstavlja Tommaso Traetta. Carlo Goldoni je stvorio komediju karaktera, a vodeća osoba književnog preporoda 18. stoljeća bio je Giuseppe Parini.

## Umjetnost 19. stoljeća
Dok se neoklasicizam u ostatku Europe temeljio na djelima talijanske kasne renesanse arhitekture (paladijanizam), u ranom 19. stoljeću u Italiji ovaj stil je prihvaćen kao domaći. Mnogi smatraju kako je i nastao u Rimu koncem 18. stoljeće, ali se proširio Europom zahvaljujući francuskim umjetnicima. Od svih umjetnika najznačajniji je kipar Antonio Canova, koji je djelovao na Napoleonovom dvoru i smatrao se za najsjajnijeg kipara Europe, dok su najvažniji slikari Andrea Appiani i kasnije Giovanni De Min koji slika u duhu njemačkih nazarenaca.
Romantizam u svojim pjesmama najavljuje još Ugo Foscolo. No, u Italiji ga obilježava snažan nacionalizam (književnici Vittorio Alfieri i Vincenzo Monti) koji naposljetku dovodi do ujedinjenja Italije (1861. – 1870.). Najznačajniji predstavnik je slikar Francesco Hayez, dok je najznačajiniji kipar Lorenzo Bartolini. U književnosti je ovaj pravac bio manje bitan. Najvažniji književnici su bili: Ludovico di Breme, Pietro Borsieri i Giovanni Berchet, dok su najslavniji Alessandro Manzoni i Giacomo Leopardi, na koje više utječu prosvjetiteljstvo i klasicizam.
Od 1862. godine u Toskani se javlja skupina umjetnika koji slikaju u prirodi (plenerizam) pod utjecajem francuske realističke Barbizonske škole, a koji se nazivaju macchiaioli (od tal. macchie = „mrlje svjetlosti”). Kako su vjerovali da je u slikarstvu najvažnije prikazati prirodnu svjetlost smatraju se za preteču francuskog impresionizma. Najvažniji macchiaioli slikari su: Telemaco Signorini, Giovanni Fattori, Adriano Cecioni, Silvestro Lega i Giuseppe Abbati.

## Macchiaioli i Verizam
Jedan od prvih pokreta koji je nadvladao akademsku umjetnost i postao avangardni bio je pokret Macchiaiolija, koji je revolucionarao upotrebu boje ("mrlja") i za nekoliko desetljeća anticipirao novitete impresionista. Važni pripadnici pokreta bili su Giovanni Fattori, Silvestro Lega, Telemaco Signorini, Giuseppe Abbati.
Verizam je uveo popularne i svakodnevne teme u umjetnost. Među istaknutim pripadnicima verizma nalazimo autore kao Lorenzo Viani, Giuseppe Pellizza da Volpedo.
Nešto kasnije je milanski pokret Scapigliati, posebice talijanski pripadnik naturalizma Francesco Filippini, utemeljili kasni talijanski impresionizam.
Realizam u književnosti se javlja u djelima pokreta verizam, čiji su najznačajniji predstavnici Giovanni Verga i Gabriele d'Annunzio. Prethodnice su opernog verizma relističke crte pojedinih Verdijevih djelakao što je Traviata, a prve izrazito verističke opere su Cavalliera rusticana iz 1890., Pietra Mascagnija prema Vergeovoj drami i Pagliacci  iz 1892. Ruggera Leoncavalla na vlastiti libreto.

## Talijanska moderna umjetnost
Početkom 20. stoljeća u Italiji je djelovalo nekoliko modernih stremljenja od kojih je najznačajniji futurizam, čiji je manifest napisao pjesnik Filippo Tommaso Marinetti 1909. godine. U njemu se zalaže za ukidanje tradicionalnih vrijednosti (poput klasične rečenice i stiha) i uništenje kulturnih institucija poput muzeja i knjižnica kako bi došlo do slavne promjene i procvata originalnosti, inovacija i kulture novog, brzog i dinamičnog društva. Ovim manifestom ispirirao se arhitekt Antonio Sant'Elia i skupina mladih umjetnika iz Milana koji u svojim djelima slave tehnološki razvitak prikazujući dinamiku pokreta (Umberto Boccioni, Giacomo Balla i Gino Severini). Pokret gubi snagu nakon što su dva najtalentiranija umjetnika, Antonio Sant'Elia i Umberto Boccioni, poginuli u Prvom svjetskom ratu.
Futurizam je oprečan statičnosti i nepomičnosti metafizičkog slikarstva kojega su osnovali talijanski slikari u Ferrari 1917. godine, a koji se odlikuje vizualnim prikazivanjem onoga što je izvan dosega osjetila, tj. izvan fizičkoga svijeta (Giorgio de Chirico, Carlo Carrà), čime nagovještava nadrealizam.
God. 1922. u Milanu je kritičarka Margherita Sarfatti (Mussolinijeva ljubavnica), zajedno sa sedam umjetnika (ozmeđu ostalih: Anselmo Bucci, Leonardo Dudreville i Achille Funi), pokrenula pokret novecento koji je temeljen na fašističkoj retorici odbacivao europsku avangardu i vraćao se talijanskoj tradiciji. Njima se pridružuju kipari Arturo Martini i Marino Marini (koji će kasnije postati jedan od vodećih kipara nadrealizma).
Talijanska kinematografija je od samih početaka razvoja ranih 1900-ih utjecala na filmske pokrete i žanrove diljem svijeta. Već 1910-ih, talijanski filmotvorci su koristili složene scenske dizajne, raskošne kostime i velike budžete za produkciju filmova poput Enrico Guazzonijevog filma Quo Vadis (1912.) i Giovanni Pastroneovog filma Cabiria (1914).
Nakon Drugog svjetskog rata javlja se filmski talijanski neorealizam kojega karakteriziraju priče radničke klase i sirotinje, snimane na originalnim lokacijama i često s neprofesionalnim glumcima. Filmovi se uglavnom bave moralnim i ekonomskim posljedicama 2. svjetskog rata na psihu i svakodnevni život pojedinca (Michelangelo Antonioni, Luchino Visconti, Vittorio De Sica, Cesare Zavattini, Federico Fellini i Roberto Rossellini).
Venecijanski bijenale je nastavio s normalnom izlagačkom djelatnošću 1948. godine želivši obnoviti pozornost na europske i svjetske avangardne te kretanja u suvremenoj umjetnosti. Između 1948. do 1972. talijanski arhitekt Carlo Scarpa izveo je niz smionih intervencija na paviljonima bijenala. U to vrijeme javljaju se brojni talijanski apstraktni umjetnici: Alberto Burri, Piero Dorazio, Emilio Vedova, Arnaldo Pomodoro i dr. Najznačajniji pokret bio je spacijalizam koji je pokrenuo Lucio Fontana 1947. godine kombinirajući elemente dadaizma i tašizma kako bi apstraktna umjetnost bila obogaćena dimenzijom vremena, tj. kretanja, nagovještavajući ambijentalnu umjetnost instalacija. Pop art predstavljaju umjetnici: Mario Schifano, Mimmo Rotella, Tano Festa i Franco Angeli.
Arte Povera (tal. za „osiromašena umjetnost”) je umjetnički pokret konceptualnih umjetnika iz 1960-ih (Giovanni Anselmo, Alighiero Boetti, Luciano Fabro, Jannis Kounellis, Mario Merz, Marisa Merz, Giulio Paolini, Giuseppe Penone, Michelangelo Pistoletto i dr.) koji izvode performanse i koriste odbačene materijale poput blata ili novina kako bi se narugali komercijalizaciji likovne umjetnosti.
Transavangarda je talijanska verzija neokspresionizma koju je kao umjetnost poslije avangarde opisao kritičar Achille Bonito Oliva na Venecijanskom bijenalu 1980. godine (Sandro Chia, Francesco Clemente, Enzo Cucchi i dr.).

## Suvremena talijanska umjetnost
Uz Venecijanski bijenale, u Italiji suvremenu umjetnost oblikuju i Rimski kvadrienale i Milanski trijenale koji imaju za cilj institucionalno širi opseg, stvarajući interakciju s industrijom, poslovnim svijetom i primijenjenim umjetnostima. Među najnovije generacije umjetnika koji su ostvarili međunarodno priznanje nalaze se Maurizio Cattelan, Mimmo Paladino, Salvatore Garau, i Michelangelo Pistoletto.

## Poveznice
- Talijanska kinematografija